# ملكية بالتناوب

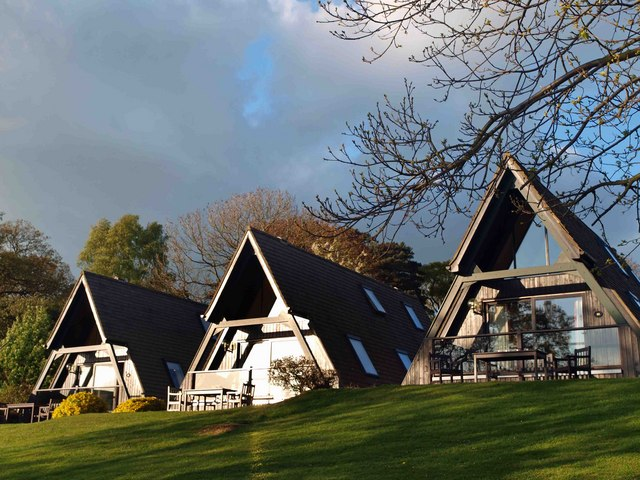
فندق رُتلَند (المملكة المتحدة) نزل بنظام الملكية بالتناوب

ملكية بالتناوب أو تقاسم المنفعة هي ملكية ذات شكل مقسم من حقوق الملكية أو الاستخدام. عادةً ما تكون هذه العقارات وحدات عمارات للمنتجع حيث يمتلك العديد من الأحزاب حقوق استخدام العقار ويُخصص أمد لكل مالك للإقامة في المكان. يجوز بيع الوحدات جزئيًا أو إيجار أو إعطاء حق استخدام وفي هذه الحالة الأخيرة لا حق مطالبة بملكية العقار. تتنوع برامح الملكية بالتناوب وقد تغيرت على مر العقود.